# Vuelo a cuchillo

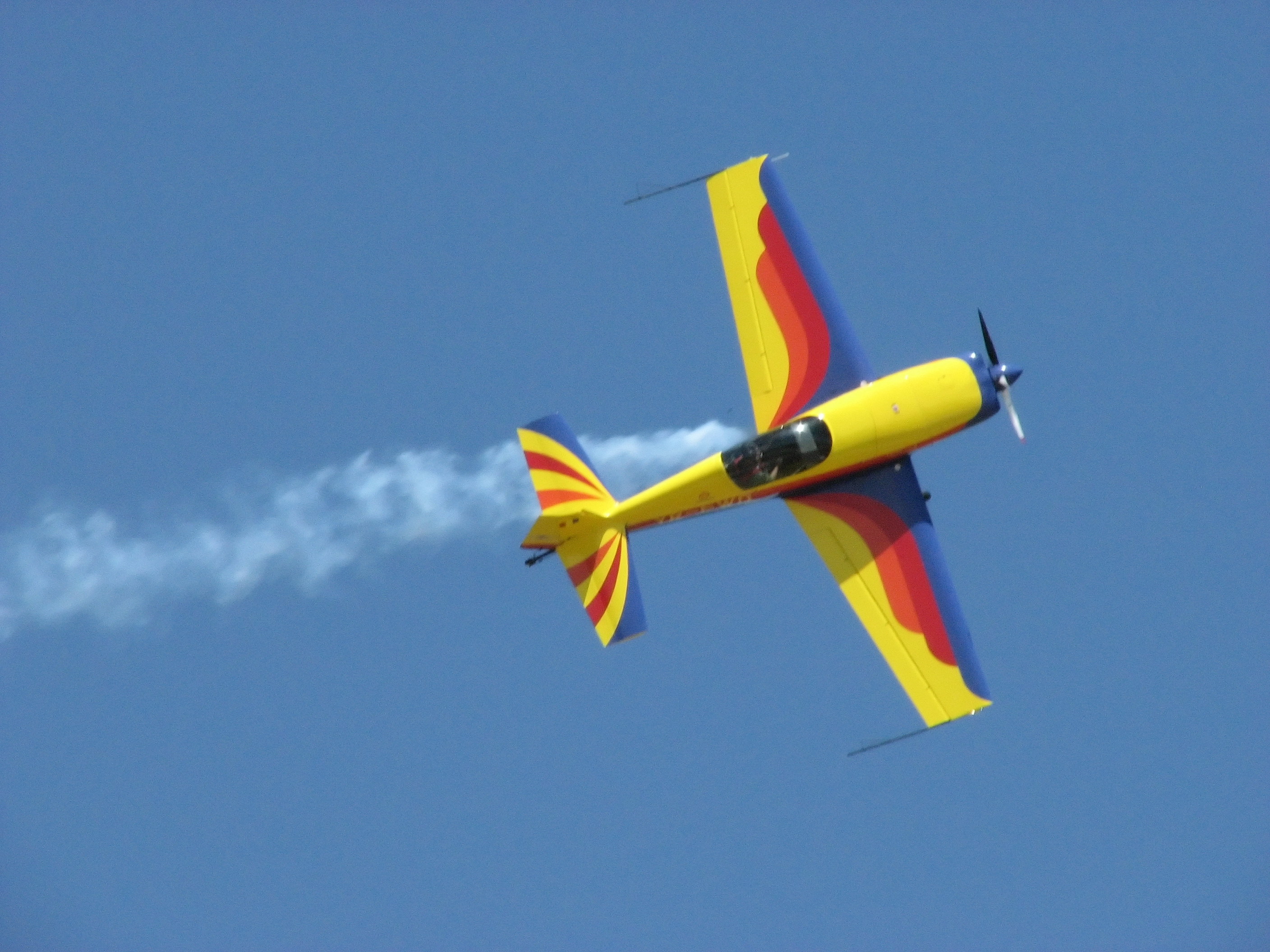

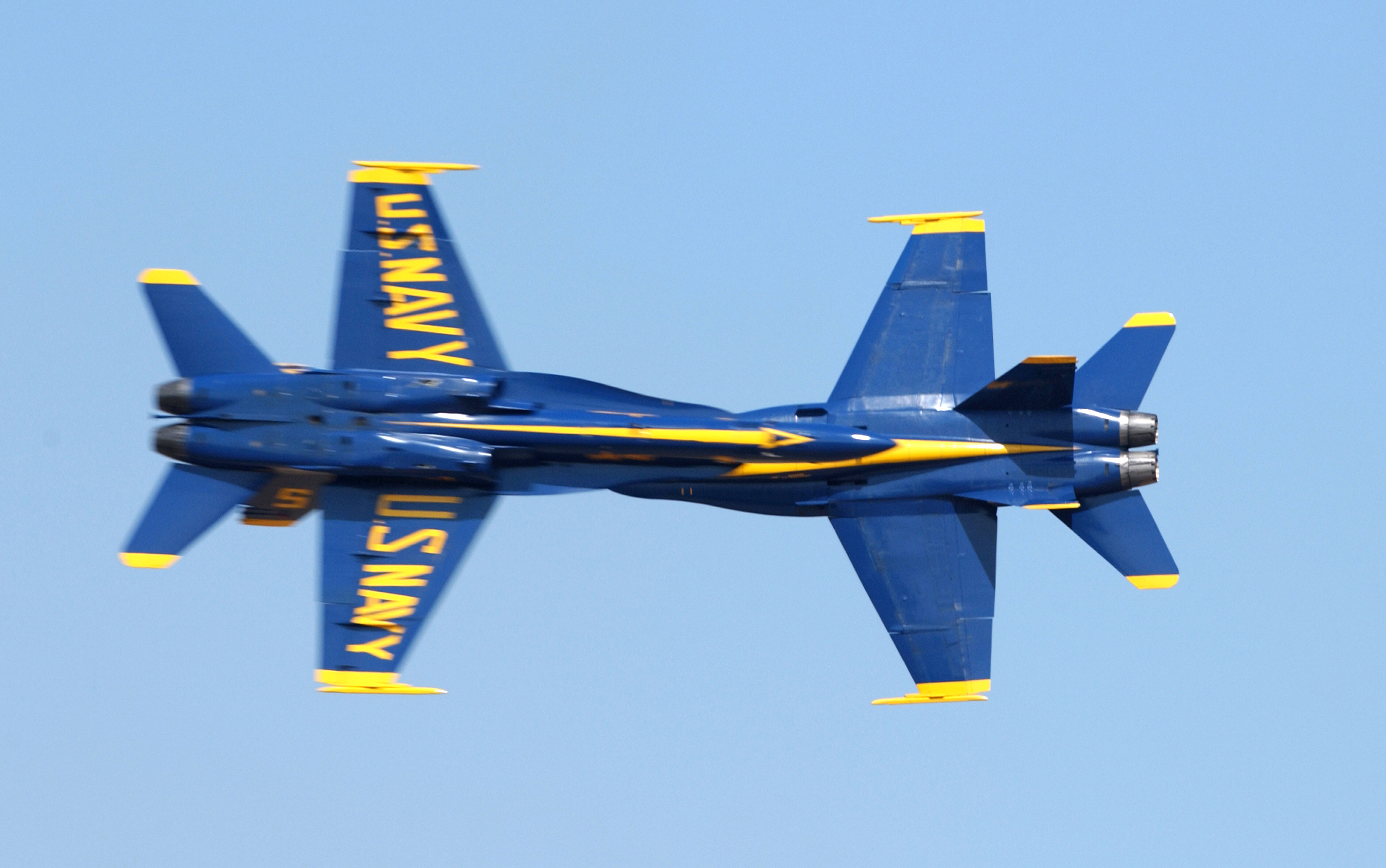

El vuelo a cuchillo es una maniobra aérea que consiste en volar con las alas en plano vertical. EL avión permanece en vuelo relativamente nivelado con una inclinación de 90°, con las alas perpendiculares al suelo.

## Ejecución de la maniobra
1. La entrada en esta maniobra se inicia como en un tonel lento. Se aumenta la velocidad hasta un 10% por encima de la velocidad de crucero mediante un ligero picado.
2. Se lleva el morro del avión a 10º por encima del horizonte, a un punto de referencia previamente seleccionado.
3. Inmediatamente se comienza un tonel y, cuando la inclinación sea de 45°, se empieza a meter gradualmente pie de arriba. Según el avión sigue rotando hasta que las alas llegan a una posición vertical, se lleva la palanca al centro para neutralizar el mando de los alerones y para el tonel.
4. Se aumenta la presión del pie de arriba para aumentar la acción del timón de dirección y mantener el morro en el punto de referencia sobre el horizonte.[1]